# Wolfgang Zöhrer
Wolfgang Zöhrer (* Jänner 1944 in Oberwart; † 9. Juli 2013 in Aigen im Mühlkreis) war ein österreichischer Kunstpädagoge, Maler und Grafiker.

## Leben und Wirken
Zöhrer studierte nach Abschluss der Lehrerbildungsanstalt von 1968 bis 1973 an der Akademie der bildenden Künste Wien Druckgrafik bei Maximilian Melcher. Seine künstlerische umfasste insbesondere 1972 den Besuch der Internationalen Sommerakademie für Bildende Kunst Salzburg bei Werner Otte und eines Lithographie-Lehrgangs bei Alfred Billy auf Schloss Sigharting. 
Er betrieb neben seiner beruflichen Tätigkeit als Gymnasiallehrer für Bildnerische Erziehung und Werken in einem 1972 erworbenen und renovierten Bauernhof eine Druckgraphische Werkstatt für Radierung, Steindruck und Buchdruck in der Ortschaft Unterneudorf in Schlägl. Dort wurden bis zur Fertigstellung Kunsthalle Mühlviertel die im Verlauf vieler Jahre entstandenen Werke ausgestellt, u. a. skurrile Lithographien, Plastiken aus Eisen und Papiermaché, Steindrucke u. a. m.  Vorbild für sein lithographisches Schaffen war insbesondere Henri de Toulouse-Lautrec.

## Werke
Werke Zöhrers wurden u. a. von der Albertina Wien, von der Neuen Galerie Linz und vom Landesmuseum Oberösterreich, großteils jedoch von Privaten angekauft. 

## Ausstellungen
Zöhrers Werke wurden überwiegend im Rahmen von Gemeinschafts- und Gruppenausstellungen im In- und Ausland ausgestellt, wobei teilweise auch Kataloge aufgelegt wurden, u. a.:
- Kremser Künstlerhaus (1974)
- Wiener Secession (1973)
- Landeskulturzentrum Ursulinenhof (1978)
- Kunstmesse Köln (1983) und Kunstmesse Basel (1983/1984)
- Dick und Dünn (2002) und Einzelausstellung Zöhrers feiner Irrwitz (2003) im Karikaturmuseum Krems

## Kunsthalle Mühlviertel

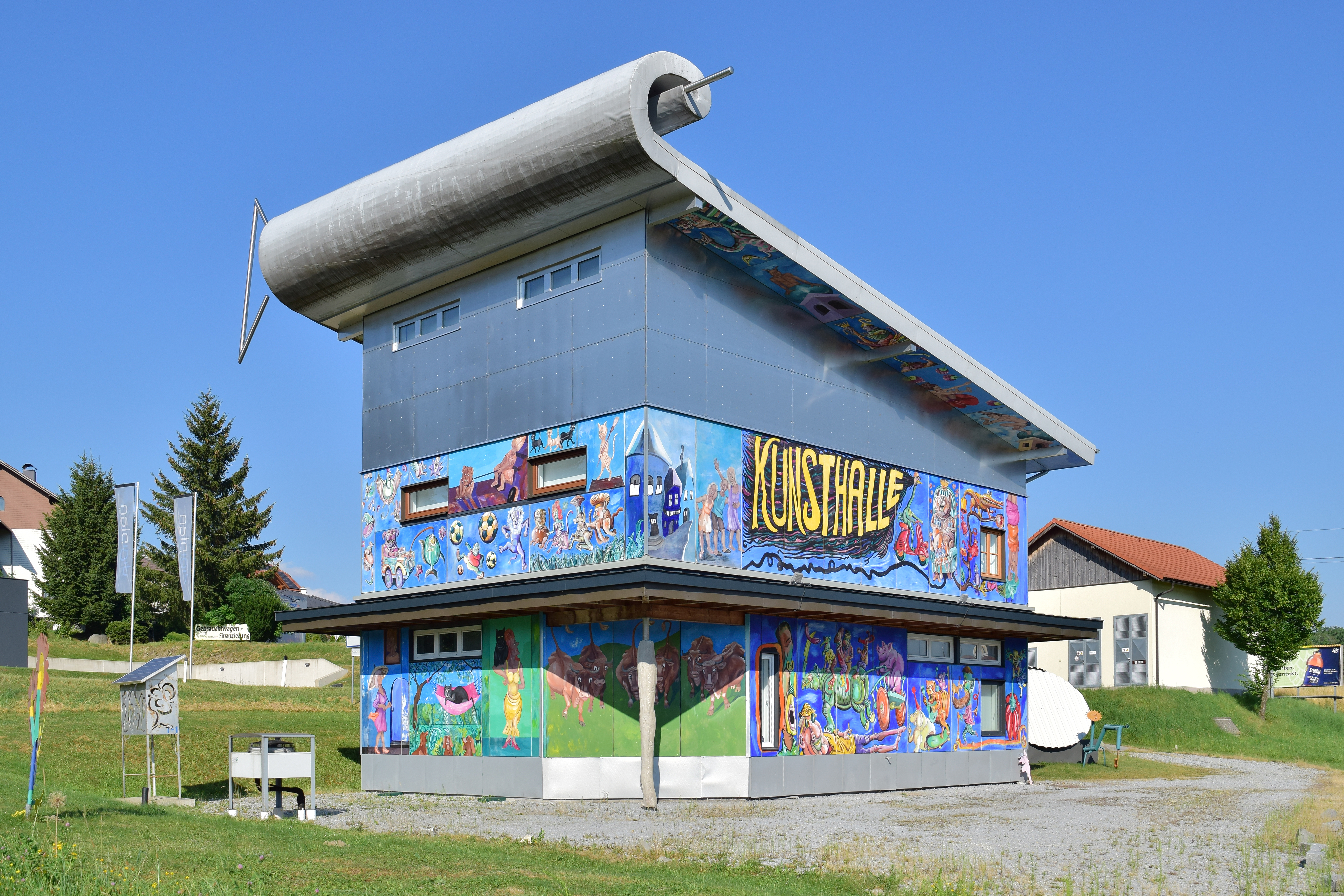
Kunsthalle Mühlviertel

Zöhrers Werk lebt in der von ihm initiierten und gemeinsam mit Angela Berger und einem Verein errichteten Kunsthalle am Kreisverkehr der Umfahrung von Aigen-Schlägl weiter. Die Kunsthalle wurde am 8. März 2013 eröffnet. Das Ausstellungskonzept sieht Schwerpunkte bei Exponaten der Lithographie, Radierung und Linolschnitt vor. Der Verein verfügt überdies über eine Sammlung von Papierantiquitäten, die als Ergänzung der Ausstellungen dienen sollen. Neben Werken Zöhrers soll den Künstlern der Zülow Gruppe (ehemals Mühlviertler Künstlergilde) und Künstlern der Galerie Scheer aus Wien eine Plattform für die Präsentation moderner Kunst geboten werden. Mit dem Karikaturmuseum Krems besteht eine Kooperation.